# Everardo Helen
Everardo Helen (Colonia, 1679 - Tepotzotlán, 1757) fue un jesuita alemán que desempeñó su labor evangélica en la península de Baja California.
Llegó a la Baja California en 1719 y aprendió el lengua cochimí, escribiendo un catecismo en esa lengua. Fundó y dirigió la misión de Nuestra Señora de Guadalupe Huasinapí (o Guasinapí). Según el cronista e historiador jesuita Francisco Javier Clavijero, para 1729 había convertido al catolicismo a 32 tribus, contando entre sus seguidores un total de 1707, sin contabilizar a los catecúmenos.
Con su salud debilitada, fue trasladado en 1737 al Colegio del Espíritu Santo, de la ciudad de Puebla, y en 1744 al noviciado de México, ubicado en Tepotzotlán. Permaneció en ese destino hasta su fallecimiento en 1757.